# Rafael dos Anjos
Rafael dos Anjos, född 26 oktober 1984 i Niterói, är en brasiliansk MMA-utövare som sedan 2008 tävlar i organisationen Ultimate Fighting Championship där han mellan mars 2015 och juli 2016 var mästare i lättvikt.

## Karriär
Dos Anjos debuterade i UFC den 15 november 2008 på UFC 91 där han mötte Jeremy Stephens och förlorade via KO i tredje ronden. 
Han gick sedan ytterligare 16 matcher, varav tolv vinster och fyra förluster, innan han den 14 mars 2015 fick möta den regerande mästaren i lättvikt Anthony Pettis i en titelmatch på UFC 185. Dos Anjos vann matchen via enhälligt domslut och blev därmed organisationens mästare i lättvikt.
På UFC on Fox: dos Anjos vs. Cerrone 2 den 19 december 2015 försvarade dos Anjos titeln mot utmanaren Donald Cerrone. Dos  Anjos vann matchen via TKO i första ronden.
Dos Anjos mötte Eddie Alvarez på UFC Fight Night: dos Anjos vs. Alvarez den 7 juli 2016 och förlorade matchen via TKO i första ronden. Han förlorade därmed också titeln i lättvikt.
Den 5 november 2016 möttes dos Anjos och Tony Ferguson på UFC Fight Night: dos Anjos vs. Ferguson. Ferguson vann matchen via domslut.
På UFC Fight Night: Holm vs. Correia den 17 juni 2017 gjorde dos Anjos sin debut i weltervikt mot Tarec Saffiedine. Dos Anjos vann matchen via domslut.
Dos Anjos och Neil Magny möttes den 9 september 2017 på UFC 215. Dos Anjos vann matchen via submission i första ronden.
Den 16 december 2017 möttes dos Anjos och Robbie Lawler på UFC on Fox: Lawler vs. dos Anjos. Dos Anjos vann matchen via domslut.
På UFC 225 den 9 juni 2018 möttes dos Anjos och Colby Covington i en interimtitelmatch i weltervikt. Covington vann matchen via domslut.